# Copris laius
Copris laius là một loài bọ cánh cứng trong họ Bọ hung (Scarabaeidae).